# Cantó de Montreuil-2
El cantó de Montreuil-2 és un cantó francès del departament del Sena Saint-Denis, situat al districte de Bobigny. Creat amb la reorganització cantonal del 2015.

## Municipis
- Montreuil (en part)